# Waldemar
Waldemar is een mannelijke voornaam, van Oudhoogduitse origine. De naam is samengevoegd uit de woorden "waltan" (heersen, heerser) en "mari" (bekend, beroemd). Er zou gelijkenis kunnen bestaan met de Slavische naam Wladimir of Vladimir, maar de meningen lopen daarover uiteen. Zo heette Vladimir van Kiev, de eerste vorst met die voornaam, oorspronkelijk Waldemar.

## Bekende personen met de voornaamWaldemar
- Waldemar I van Denemarken, Deense koning uit de twaalfde eeuw
- Waldemar Birgersson (1239-1302), Zweedse koning
- Waldemar I van Anhalt († 1367),  Vorst van Anhalt
- Waldemar IV van Anhalt-Zerbst (1388-1423),  Vorst van Anhalt
- Waldemar VI van Anhalt (1450-1508), Vorst van Anhalt
- Waldemar van Pruisen – Onder deze naam zijn drie prinsen bekend uit de 19e en 20e eeuw:
  - Waldemar van Pruisen (1817-1849), zoon van prins Willem
  - Waldemar van Pruisen (1868-1879), zoon van keizer Frederik III
  - Waldemar van Pruisen (1889-1945), zoon van prins Hendrik

- Waldemar Rudin (1833-1921), Zweeds theoloog
- Waldemar Christopher Brøgger (1851-1940), Noors geoloog
- Waldemar Koch (1880-1963), Duits politicus en econoom
- Waldemar Kryger (1968), Pools voetballer
- Waldemar Torenstra, Nederlands acteur bij het Noord Nederlands Toneel (1974)